# تطبيع جنسي
التطبيع الجنسي هي العملية التي بها يصبح الطفل مدركًا لجنسه وبالتالي يتصرف وفقًا لذلك من خلال تبني القيم وسمات أفراد الجنس الذي يعتبرونه خاصًا بهم. وتعد هذه العملية في غاية الأهمية لتنمية الطفل اجتماعيًا وشخصيًا لأنه يؤثر إلى حد كبير في فهم الطفل للسلوك الاجتماعي المتوقع ويؤثر على الأحكام الاجتماعية.

## من التطبيع الجنسي إلى الهوية الجنسية
وبالنظر إلى التعريف، نجد أن الطفل بمجرد أن يدرك جنسه سوف يبدأ بالتصرف في ضوء الأدوار الجنسية التي يتبناها بشكل طبيعي بحسب نوعه. ولذلك، فإن هذه الاستجابات الفردية تصبح مستوعَبةً وتعمل وفقًا لمعايير دور النوع المناسب. تلك الاستجابات التي يتلقاها الأفراد من مجموعتهم تشكل هويتهم - تصير الأنثى أكثر أنوثة أو يصير الذكر أكثر ذكورة - وبالتالي تؤثر على الطريقة التي يرون بها العالم. كما يمكن أن تنتج الأوجه الأخرى لهذه العملية نموًا غير نمطي. وسواء كان الطفل يطور صفاته المشتركة، أو هويات كلا الجنسين، أو الزنمردة، فإن قراره/قرارها يبدأ بتحديد نوع الجنس والنماذج التي يختارها/تختارها للتصرف وفقًا لها. إن السلوكيات التي يتبنونها تشكل في نهاية المطاف معارفهم وهوياتهم لإدراك من هم وكيف يتصرفون.

## النظريات
1. نظرية التحليل النفسي: لفرويد
يعتقد سيغموند فرويد أن الطفل عندما يتقدم عبر كل مرحلة من المراحل المختلفة في التنمية النفسية، خلال السنة الثالثة من حياة الطفل، تنشط أعضاؤه/أعضاؤها التناسلية. وكما أن الأطفال يكتسبون فهمًا أكبر لنوعهم الجنسي، فإنهم أيضًا يصبح لديهم قلق الإخصاء (عند الأولاد) أو حسد القضيب (عند البنات). وبالنسبة للبنين، خلال المرحلة «القضيبية»، فإنهم يكونون في ذروة النشاط الجنسي في مرحلة الطفولة. وتحدث خلال هذه المرحلة عقدة أوديب، حيث يشعر الصبي بحب جنسي تجاه أمه (عقدة إليكترا في الفتيات حيث يكون الحب موجهًا نحو الوالد). ومع مرور الوقت ونضوج الصبي، يصبح ببطء قادرًا على التخلي عن مشاعر المنافسة لديه نحو والده ويحرر نفسه من حبه لوالديه. في هذا الوقت، يتعلم الولد محاكاة السمات الذكورية من والده، وبالتالي يميزه بها.
أما فيما يتعلق بنمو الفتاة، فإن فرويد يزعم أنه أكثر تعقيدًا. بشكل عام، كما هو الحال عند الذكور، تكون شخصية الأم هي عنصر الاهتمام الأول وفي السنوات الأربع الأولى وما بعدها تظل الفتاة مرتبطة بأمها. ومع ذلك، فعندما تعرف الطفلة عن «الإخصاء» تشتعل شرارة خيبة الأمل لديها ملقية باللوم على أمها لعدم وجود قضيب لديها. وبسبب هذا، تتخلى الفتاة عن الاستمناء، وهذا بدوره يجعلها تحول دفة التركيز من أمها إلى أبيها. بالتخلي عن الاستمناء لا تعد الفتاة قادرة على الحفاظ على حالة النشاط، وبالتالي تظهر الطابع السلبي. وعندها يساعدها الوالد بسلاسة على الانتقال نحو مسار أكثر أنوثة. وعلاوة على ذلك، ستؤثر أيضًا مودة الفتاة تجاه والدها على محاكاتها للصفات الأنثوية عند أمها وفي نهاية المطاف تكتسب الفتاة المزيد من السلوكيات المشتركة بين الجنسين.
2. نظرية النمو المعرفي كولبرج:
ترتبط نظرية النمو المعرفي أيضًا ارتباطًا وثيقًا بتحليل بياجيه للتغيرات المعرفية المرتبطة بالمرحلة العمرية التي يمر بها الطفل. أشار كولبرج إلى أن الإدراك يأتي قبل العمل والسلوك (“أنا صبي وأتصرف مثل الصبيان.”). هذا يؤكد أهمية فهم الأطفال للأدوار الجنسية ووضعهم الدائم فيها. بعد تمكن الطفل من فهم هذا المفهوم تمامًا، تصبح المعلومات المحددة للجنس أكثر صلة. فكرة الاتساق بين الجنسين، على غرار مرحلة العمليات المادية بياجيه، تتمثل في ثلاث مراحل:
1.	الهوية الجنسية: يدرك الأطفال أنهم سيكونون صبيانًا أو فتيات ويمتلكون القدرة على تمييز الآخرين.
2.	استقرار الجنس: الهوية التي يرون بها أنفسهم لا تتغير
3.	الاتساق بين الجنسين: قبول أن الجنس لا يتغير بغض النظر عن تغييرات مظهر الجنس، والأنشطة، والصفات.
عندما يكون الطفل قادرًا بصورة تامة على فهم التناسق بين الجنسين فيما بين أنفسهم، عادةً ما تتراوح أعمارهم بين الخامسة والسابعة، فإن الدافع نحو إتقان التكيف مع الظروف والانخراط في المجتمع يسمح لهم بالبحث عن نماذج من نفس الجنس لمعرفة المزيد عن السلوكيات النمطية لجنسهم.
3. Gender Schema Theory:
الإطار هو عبارة عن شبكة منظمة معرفيًا للجمعيات المتاحة بسهولة للمساعدة في توجيه تصور الفرد. إطار الجنسين بمثابة دليل أو معيار ثابت للسلوك في سيناريو معين. تصنف بعض التسميات مثل «الفتيات ضعيفات والفتيان أقوياء،» الأفعال المقبولة نمطيًا للفئات الجنسية. لذلك، تقترح النظرية فكرة أن الطفل بمجرد أن يطور المعارف الأساسية المتعلقة بسلوكيات النوع لديه/لديها، فسيبدأ في بناء الأطر الجنسية. ويتم اكتساب ذلك أولاً من خلال الفهم الأساسي للأدوار المحددة للجنس. وبعبارة أخرى، يتعلم الطفل محتويات المجتمع، والأشياء المرتبطة بجنسهم والجنس الآخر، ويضع ذلك في الأطر الجنسية. بعد ذلك يتعلم الطفل تطبيق السمات الملائمة على الجنس المناسب عن طريق استخدام هذه المعرفة بشكل انتقائي لوضع تصور للأفعال الخاصة به/بها. وبالتالي، تصنيف الكيفية التي ينبغي عليهم التصرف بها في المواقف المختلفة من خلال قولبة قدراتهم لمطابقة التسميات الإطارية.
نظرية التعلم الاجتماعي:
تشير نظرية التعلم الاجتماعي إلى أن اكتساب هويات النوع وتفضيلات أدوار الجنسين يحدث بطريقتين:
1. التعلم المباشر: في وقت مبكر من نمو الطفل، يشجع الآباء بالفعل الأنشطة المناسبة لجنس الطفل مع إثناء الطفل عن ممارسة الأنشطة المشتركة بين الجنسين. تبين فكرة التعليم المباشر أن السلوك الجنسي النمطي يبدأ بتبني الطفل للآراء التي يتعلمها من والديه. ولذلك، يقوم الآباء بتعزيز تنمية الأنماط الجنسية من خلال توفير الأنشطة والألعاب التي تناسب النمط الجنسوي للطفل.
2. التعلم بالملاحظة: في السنوات التالية، يميز الأطفال سمات الأنماط الجنسية الخاصة بهم من خلال النماذج المتنوعة من نفس الجنس التي يواجهونها في المجتمع. وهذا يشمل أقرانهم، ومعلميهم، ووسائل الإعلام.

## النماذج الاجتماعية للقولبة الجنسية
هناك العديد من الفرص ليتعلم الطفل ويطور من فهمه/فهمها الخاص لمعنى «النوع الجنسوي». فبينما يتقدم الأطفال من مرحلة الطفولة إلى المراهقة فإنهم بالفعل يتعرضون للعديد من العوامل التي تؤثر على أفكارهم ومواقفهم تجاه السلوكيات المعيارية الاجتماعية فيما يتعلق بالأدوار الجنسية. كما تصبح النماذج الاجتماعية، مثل الوالدين، والأشقاء، ووسائل الإعلام في غاية الأهمية خلال مراحل نمو الطفل المختلفة.
الأبوان:
يلعب الأبوان دورًا حيويًا في بداية حياة الطفل، لأنهما أول مجموعة من الناس يقابلها الطفل ويتعلم منها. فالمعلومات التي تحيط بالطفل في المنزل تصبح بمثابة تعزيزات للسلوكيات المرغوب فيها للذكر أو الأنثى. وقد أظهرت الدراسات أنه فور ولادة الطفل بمدة 24 ساعة ينخرط الآباء بالفعل في توقعات جنسية نمطية للأبناء أو البنات. ومن خلال أمثلة مثل طلاء الغرفة باللون الوردي أو الأزرق، أو تشجيع المشاركة في الأنشطة المشتركة بين الجنسين، أو تقديم لعب مميزة جنسيًا، أو معاملة أطفال الجنس الآخر بشكل مختلف، فهذه التفاعلات التي تحدث بين الوالدين والطفل لها تأثير طويل الأمد على كيفية اتصال الطفل بالسلوكيات المحددة للجنس.
وعلاوة على ذلك، فإن هناك العديد من الأدلة التي تشير أن بعض الخلافات المنزلية التي تؤثر على كيفية تنشئة الطفل يمكن أن تؤثر على مدى مماثلة (أو اختلاف) الطفل للجنس الآخر، وبالتالي على الكيفية التي ستصبح عليها «أنوثة» أو «ذكورة» الطفل. على سبيل المثال، كما توضح بعض الأبحاث، في ظل عدم وجود شخصية الأب يكون الأولاد عادةً أكثر «أنوثة» من أولئك الذين يعيشون مع الأب. وهذا يدل على أهمية القولبة التي تحدث بين الأب وابنه. كما يكشف نفس البحث عن أن الأنوثة في الصبا أكثر ارتباطًا بالتعزيز الأبوي مثل رغبة الأب أو الأم في إنجاب فتاة و/أو موافقتهم على سلوكيات الأنوثة.
الأشقاء:
بصرف النظر عن الآباء، يسعى الأطفال أيضًا إلى تلقي تعزيزات من الأشقاء الأكبر سنًا. لذلك، يمكن أيضًا أن تكون أوجه عدم الاتساق في السلوكيات الجنسية نتيجة لتقليد الأطفال لأشقائهم من الجنس الآخر.
ويكون تأثير الأشقاء في كثير من الأحيان أكثر فعاليةً عندما يكون الإخوة في سن أكثر تقدمًا من الطفل نفسه، وبالتالي يزداد دافع الطفل نحو محاكاة أشقائه أو أشقائها. ويعد أثر الأشقاء الأكبر سنًا بمثابة منبئات قوية لمواقف الدور الجنسي عند الأشقاء الأصغر سنًا، وصفات النمط الجنسي للشخصية، والأنشطة الترفيهية الذكورية. وتشير النتائج إلى أن الفتيات يطورن مواقف تقليدية أقل من الأولاد، وبالتالي، يملن إلى التنمية التقليدية النمطية، كما أن الأشقاء الأكبر سنًا من الذكور هم أكثر إدراكًا للأنشطة الذكورية، التي يشكلها الطغار بشكل واضح من خلال تقليدهم أكثر من الأنشطة الأنثوية. وعلاوة على ذلك، يميل الأشقاء الكبار إلى أن يكون لهم تأثير أقوى على التنمية الجنسية للأشقاء الأصغر سنًا. وهناك أدلة على أن العلاقة بين الأخ الأكبر والأخت الصغرى يمكن، في الواقع، أن تؤثر على الشقيقة فتصبح أكثر أنوثة، فتلتزم بتنمية جنسية نمطية أكثر من البنات التي لديها أخوات أكبر سنًا. ومن المثير للاهتمام، أن الدراسات البيولوجية تبين أن التوائم ثنائية الزيجوت مع توأم الجنس الآخر يظهرون سلوكيات جنسوية نمطية أكثر من توائم نفس الجنس.
والعكس بالعكس، فهذا يمكن أن يتطور أيضًا في اتجاه معاكس يحاول فيه الأطفال إبعاد أنفسهم عن أشقائهم قدر الإمكان، مما يجعل خلافاتهم أكثر بروزًا، ولكن قد يكون هذا أكثر وضوحًا في أول المواليد وربما يرجع ذلك إلى ترتيب الولادة.